# Konin Żagański
Konin Żagański (prononciation : [ˈkɔnin ʐaˈɡaɲski]) est un village polonais de la gmina d'Iłowa dans le powiat de Żagań de la voïvodie de Lubusz dans l'ouest de la Pologne.
Il se situe à environ 5 kilomètres au nord d'Iłowa (siège de la gmina), 12 kilomètres au sud-ouest de Żagań (siège du powiat) et 49 kilomètres au sud-ouest de Zielona Góra (siège de la diétine régionale).
Le village comptait approximativement une population de 718 habitants en 2010.

## Histoire
Le nom allemand du village était Kunau.
Après la Seconde Guerre mondiale, avec les conséquences de la Conférence de Potsdam et la mise en œuvre de la ligne Oder-Neisse, le village est intégré à la République populaire de Pologne. La population d'origine allemande est expulsée et remplacée par des polonais.
De 1975 à 1998, le village appartenait administrativement à la voïvodie de Zielona Góra.

Depuis 1999, il appartient administrativement à la voïvodie de Lubusz.